# Team Visma-Lease a Bike (vrouwenwielerploeg)/2025
Deze pagina geeft een overzicht van de Team Visma|Lease a Bike-wielerploeg in 2025.

## Algemeen
Hoofdsponsors: Visma
Teammanager: Rutger Tijssen
Ploegleiders: Jan Boven, Robby Cobbaert, Jos van Emden, Maarten van Kooij, Michal Szyszkowski
Fietsen: Cervélo

## Rensters

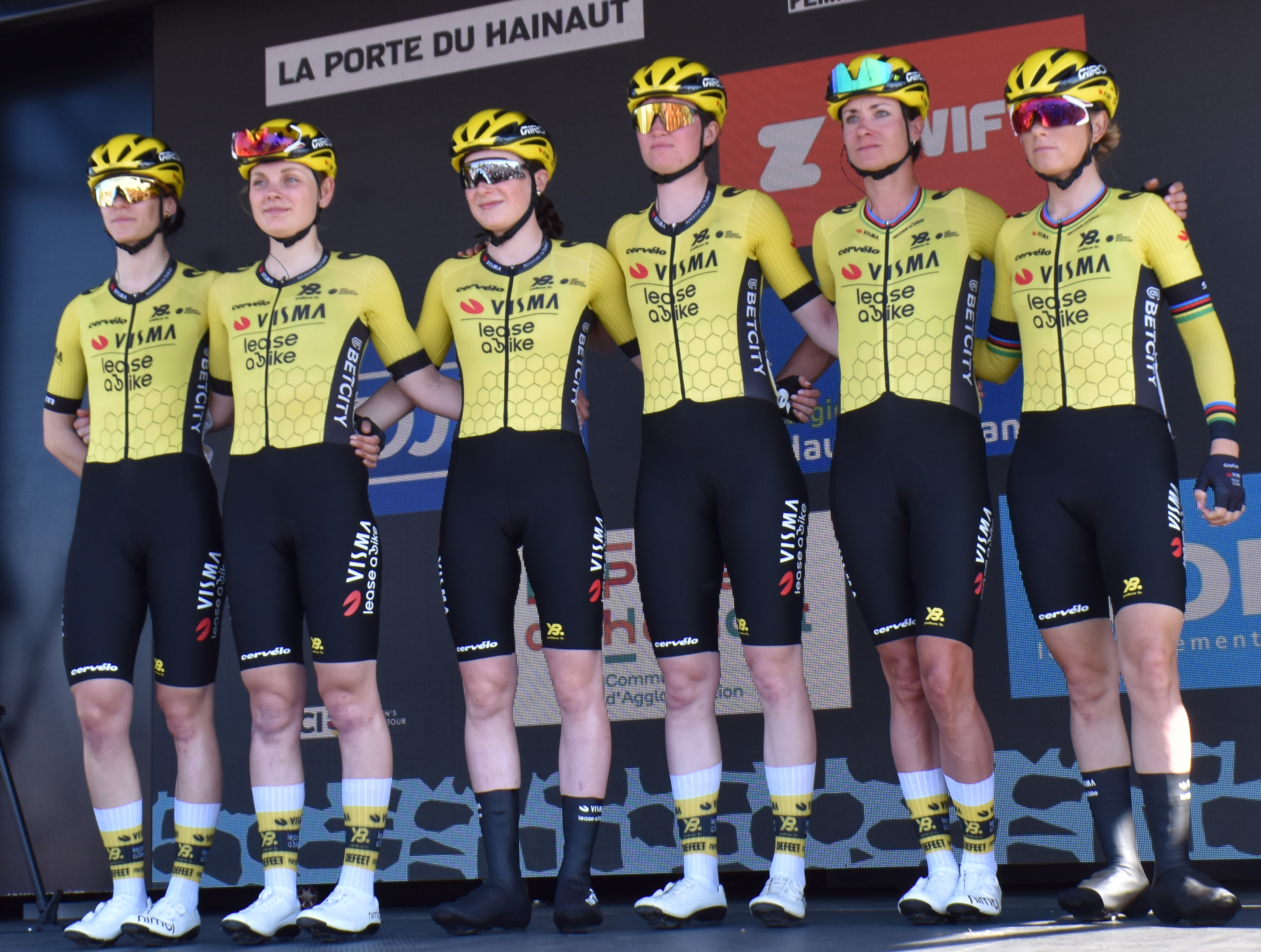
Het team in Parijs-Roubaix 2025.

| Naam                   | Geboortedatum | Nationaliteit       | Ploeg 2024                     |
| ---------------------- | ------------- | ------------------- | ------------------------------ |
| Carlijn Achtereekte    | 29-01-1990    | Nederland           |                                |
| Marion Bunel           | 07-10-2004    | Frankrijk           | Saint Michel-Mavic-Auber 93    |
| Viktória Chladoňová    | 15-11-2006    | Slowakije           |                                |
| Femke de Vries         | 16-04-1994    | Nederland           |                                |
| Pauline Ferrand-Prévot | 10-02-1992    | Frankrijk           | INEOS Grenadiers               |
| Martina Fidanza        | 05-11-1999    | Italië              | CERATIZIT-WNT Pro Cycling Team |
| Mijntje Geurts         | 25-10-2003    | Nederland           |                                |
| Lieke Nooijen          | 20-07-2001    | Nederland           |                                |
| Maud Oudeman           | 29-09-2003    | Nederland           |                                |
| Rosita Reijnhout       | 08-04-2004    | Nederland           |                                |
| Linda Riedmann         | 23-03-2003    | Duitsland           |                                |
| Eva van Agt            | 18-03-1997    | Nederland           |                                |
| Fem van Empel          | 03-09-2002    | Nederland           |                                |
| Nienke Veenhoven       | 20-03-2004    | Nederland           |                                |
| Margaux Vigie          | 21-07-1995    | Frankrijk           |                                |
| Sophie von Berswordt   | 21-05-1996    | Nederland           |                                |
| Marianne Vos           | 13-05-1987    | Nederland           |                                |
| Imogen Wolff           | 26-03-2006    | Verenigd Koninkrijk | Shibden Hopetech Apex          |

### Vertrokken
| Naam            | Geboortedatum | Nationaliteit       | Ploeg 2025 |
| --------------- | ------------- | ------------------- | ---------- |
| Anna Henderson  | 14-11-1998    | Verenigd Koninkrijk | Lidl-Trek  |
| Riejanne Markus | 01-09-1994    | Nederland           | Lidl-Trek  |

## Overwinningen

### Veldrijden
| GP Sven Nys: Fem van Empel Wereldbeker Benidorm: Fem van Empel WK: Fem van Empel |

### Wegwielrennen
| Nationale kampioenschappen wielrennen Duitsland - weg, beloften: Linda Riedmann Frankrijk - weg, beloften: Marion Bunel Slowakije - tijdrit: Viktória Chladoňová Slowakije - weg: Viktória Chladoňová Ronde van Extremadura 3e etappe: Imogen Wolff Jongerenklassement: Imogen Wolff Parijs-Roubaix Pauline Ferrand-Prévot Festival Elsy Jacobs à Luxembourg Martina Fidanza Ronde van Spanje 2e etappe: Marianne Vos 6e etappe: Marianne Vos Puntenklassement: Marianne Vos Trofee Maarten Wynants Martina Fidanza | Ronde van Noorwegen Jongerenklassement: Viktória Chladoňová Ronde van Catalonië Jongerenklassement: Marion Bunel Ploegenklassement: *1) Ronde van Zwitserland Jongerenklassement: Marion Bunel Baloise Ladies Tour 2e etappe: Nienke Veenhoven 4e etappe: Martina Fidanza Ronde van Frankrijk 1e etappe: Marianne Vos 8e etappe: Pauline Ferrand-Prévot 9e etappe: Pauline Ferrand-Prévot Eindklassement: Pauline Ferrand-Prévot |  |

*1) Ploeg Ronde van Catalonië: Bunel, Chladoňová, de Vries, Geurts, Oudeman, Reijnhout, van Agt
Mannen: 1984 · 1985 · 1986 · 1987 · 1988 · 1989 · 1990 · 1991 · 1992 · 1993 · 1994 · 1995 · 1996 · 1997 · 1998 · 1999 · 2000 · 2001 · 2002 · 2003 · 2004 · 2005 · 2006 · 2007 · 2008 · 2009 · 2010 · 2011 · 2012 · 2013 · 2014 · 2015 · 2016 · 2017 · 2018 · 2019 · 2020 · 2021 · 2022 · 2023 · 2024 · 2025
Lijst van alle renners
Vrouwen: 2021 · 2022 · 2023 · 2024 · 2025
AG Insurance-Soudal · Canyon//SRAM zondacrypto  · Ceratizit-WNT Pro Cycling · FDJ-SUEZ · Fenix-Deceuninck · Human Powered Health · Lidl-Trek · Liv AlUla Jayco · Movistar · Roland · Team Picnic PostNL · SD Worx-Protime · Team Visma|Lease a Bike · UAE Team ADQ · Uno-X Mobility